# 大津茂川
大津茂川（おおつもがわ）は、兵庫県南西部を流れる河川。二級水系の本流である。

## 地理
兵庫県姫路市北西部の林田町大堤に源を発する。東の夢前川水系菅生川と西の揖保川水系林田川に挟まれた狭い流域を南に流れる。峰相山麓、姫新線太市駅付近から徐々に平野部に出るが、しばらくは谷間の情景を残している。やがて揖保郡太子町に入り太子竜野バイパスをくぐると、まず西岸より山が消える。太子町東部を潤したのち再び姫路市（勝原区）に入り、程なく東岸も平野となって田園地帯を下る。下流域では概ね大津区と網干区との境を成し、揖保川とつながる網干川を併せて播磨灘に注ぐ。河口付近はダイセルなどの工場が並ぶ臨海工業地域である。

## 流域の自治体
兵庫県
姫路市、揖保郡太子町、姫路市

## 支流
- 太市川（準用河川）
- 網干川

## 並行する交通

### 道路
- 兵庫県道413号護持下伊勢線
- 国道29号
- 兵庫県道724号姫路新宮線
- 兵庫県道420号石倉太子線
- 兵庫県道421号大江島太子線

## 流域の観光地
- 檀特山（兵庫県姫路市勝原区下太田／揖保郡太子町）
- 下太田廃寺（兵庫県姫路市勝原区下太田）
- 魚吹八幡神社（兵庫県姫路市網干区宮内）